# Donji Dragičevci
Donji Dragičevci – wieś w Chorwacji, w żupanii bielowarsko-bilogorskiej, w mieście Čazma. W 2011 roku liczyła 44 mieszkańców.